# لورا ماركس
لورا ماركس (بالألمانية: Laura Lafargue)‏ (26 سبتمبر 1845 - 25 نوفمبر 1911) هي الابنة الثانية لمنظر الاشتراكية كارل ماركس. سنة 1868 تزوجت من بول لافارج، و كلاهما قررا الانتحار معا سنة 1911.